# Żeliwo połowiczne
Żeliwo połowiczne zwane też żeliwem pstrym – żeliwo, w którym węgiel występuje w postaci grafitu, jak i cementytu. Nazwa jego pochodzi od faktu, iż na jego przełomie, obserwując go  okiem uzbrojonym,  można zauważyć obszary jaśniejsze i ciemniejsze. Ma właściwości pośrednie pomiędzy  żeliwem szarym, a  białym.